# Kim Fupz Aakeson
Kim Fupz Aakeson (født 12. september 1958) er en dansk forfatter, manuskriptforfatter og illustrator. Han debuterede i 1984 med børnebogen Hvem vover at vække guderne, men har siden skrevet både noveller og romaner foruden børnebøger, ofte i samarbejde med illustratoren Cato Thau-Jensen. Tidligere i 1982 debuterede han som tegneserietegner med albummet Gå løs på livet. Han tog afgang fra filmskolens manuslinje i 1996, og har siden skrevet både novelle- og spillefilm. Tidligere har Aakeson været freelance illustrator for diverse aviser. Han har også været dramatiker på bl.a. Aalborg Teater og Radioteatret.

## Opvækst
Kim Fupz Aakeson blev født den 12. september 1958 på Sct. Josephs Fødeklinik i København som søn af Karl Aage Aakeson, konditor, og Mona Kjær, sekretær. Da Aakeson var 5 år gammel, flyttede familien til en lejlighed i Hvidovre. Forældrene blev kort efter skilt, hvor Aakeson efterfølgende blev boende hos sin mor og hendes nye mand, Kalle, i lejligheden. Aakeson flyttede kort efter med sin mor og stedfar til Albertslund, hvor han gik på Egelundskolen. Han tog en studentereksamen ved Vallensbæk Gymnasium, som han afsluttede i 1977. 
Som 11-årig frasagde Aakesons biologiske far sig kontakt med ham, og Aakeson blev efterfølgende adopteret af sin stedfar, Kalle. Aakeson fik først kontakt med sin biologiske far igen som 31-årig.
Som 17-årig flyttede Aakeson på kollegium i Albertslund. Han tilmeldte sig efterfølgende Tvind Højskole, hvor han med den Rejsende Højskoles hold F77 i 1977 rejste til Pakistan. Han forlod højskolen efter 16 måneders ophold. Han flyttede efterfølgende i kollektiv i Næstved med ni andre, hvor de arrangerede kulturelle arrangementer.

## Karriere
I begyndelsen af 1980’erne var han freelance illustrator for danske aviser og tidsskrifter. Hans første udgivelse i eget navn var tegneseriealbummet Gå løs på livet fra 1982, mens han to år senere udgav sin første børnebog: Hvem vover at vække guderne?. 
I 1996 afsluttede Aakeson sin uddannelse som manuskriptforfatter ved Den Danske Filmskole og har siden leveret manuskripter til både spillefilm, kortfilm, radiospil og teaterstykker.
Aakeson debuterede med sin første roman for voksne, Min Laslo, i 1993 og har siden udgivet yderligere syv romaner og fire novellesamlinger.
I 1990 modtog Aakeson kulturministeriets børnepris.

## Privat
Fupz Aakeson blev gift med Lulla Forchhammer, advokat, den 1. april 1995. Parret har sammen en datter, Sallie (f. 1989). Parret blev skilt i 2005 efter 10 års ægteskab.
Fupz Aakeson indledte i 2006 et forhold med Pernille Fischer Christensen, filminstruktør. Parret har sammen en fælles datter, Lilli (f. 2009). Aakeson er stedfar til Christensens søn, Elias.

## Filmmanuskripter
- 1999 Den eneste ene
- 2000 Mirakel
- 2002 Okay
- 2002 Små ulykker
- 2003 Se til venstre, der er en svensker
- 2004 Forbrydelser (m. Annette K. Olesen)
- 2004 Lad de små børn...
- 2005 Anklaget
- 2005 Den nye lejer
- 2005 Kinamand
- 2005 Store planer
- 2006 Prag (m. Ole Christian Madsen)
- 2006 Rene hjerter (baseret på Alting og Ulla Vilstrup)
- 2010 En ganske rar mand
- 2011 Søndag
- 2013 Someone You love
- 2017 Jeg er William
- 2018 Vitello
- 2021 Utmark

## Hæder
- 1990 Kulturministeriets Børnebogspris
- 1992 Dansk vinder i nordisk konkurrence om bedste ungdomsroman
- 1992 Boghandlermedhjælperforeningens Børnebogspris[10]
- 1994 Peder Jensen Kjærgaard og Hustrus Legat
- 1997 Statens Kunstfond. Arbejdslegat
- 1998 Statens Kunstfond. 3 årigt Arbejdslegat
- 1998 Zilveren Zoenen, Holland
- 1999 Børnebibliotekarernes Kulturpris[11]
- 1999 Canal+ prisen for bedste danske filmmanuskript
- 2000 Forlaget Carlsens Børnebogspris (sammen med Cato Thau-Jensen)
- 2000 Danmarks Skolebibliotekarforenings Børnebogspris
- 2000 Robert for bedste danske filmmanuskript
- 2000 Danmarks Skolebibliotekarers Børnebogspris
- 2002 Ingmar Bergmans Rejseleget
- 2002 Allen-Prisen
- 2002 Statens Kunstfond. Arbejdslegat
- 2003 Æres-Bodil for sit bidrag til dansk film.(Sammen med kollegerne Anders Thomas Jensen og Mogens Rukow)
- 2009 Silas-Prisen[12]
- 2010 Gyldendals Børnebogspris[13]
- 2011 Kulturministeriets Børnebogspris
- 2014 Orla-prisen (med Niels Bo Bojesen)[14]